# Плоскость падения

Понятие «плоскость падения» (plane of incidence). Стрелками показаны волновые векторы падающей (incoming) и отражённой (reflected) волн, а также вектор нормали. Волновой вектор преломлённой волны не нанесён.

Пло́скость паде́ния — плоскость, содержащая волновой вектор {\displaystyle {\vec {k}}} волны, падающей на рассматриваемую поверхность, и вектор нормали {\displaystyle {\vec {n}}} к данной поверхности. Понятие используется при анализе отражения и преломления электромагнитных (или, реже, упругих) волн на границе двух сред. При вертикальном ({\displaystyle {\vec {k}}\parallel {\vec {n}}}) падении волны это понятие теряет смысл. 
Плоскостью падения, по сути, является не одна плоскость, а вся совокупность плоскостей, ортогональных произведению {\displaystyle [{\vec {k}}\times {\vec {n}}]}.
При рассмотрении изотропных сред слова «волновой вектор» в данном контексте можно заменить на «луч». Однако в случае анизотропных кристаллов луч не всегда сонаправлен с волновым вектором, а законы отражения и преломления привязываются именно к волновому вектору.
При зеркальном отражении волновой вектор {\displaystyle {\vec {k}}_{r}} отражённой волны также лежит в плоскости падения, а если имеет место ещё и преломление, то волновой вектор {\displaystyle {\vec {k}}_{b}} преломлённой волны оказывается в той же плоскости.

Понятие «угол падения». Красной стрелкой изображён волновой вектор падающей волны.

Угол {\displaystyle \theta } между {\displaystyle {\vec {k}}} и {\displaystyle -{\vec {n}}} называется углом падения, угол {\displaystyle \theta _{r}} между {\displaystyle {\vec {k}}_{r}} и {\displaystyle {\vec {n}}} — углом отражения, а угол {\displaystyle \theta _{b}} между {\displaystyle {\vec {k}}_{b}} и {\displaystyle -{\vec {n}}} — углом преломления. Чаще всего {\displaystyle \theta _{r}=\theta }, а связь {\displaystyle \theta _{b}} и {\displaystyle \theta } задаётся законом Снеллиуса.
Для оценки коэффициентов отражения и преломления существенна поляризация падающей электромагнитной волны, а именно ориентация вектора напряжённости электрического поля {\displaystyle {\vec {E}}} по отношению к плоскости падения. Если {\displaystyle {\vec {E}}} располагается в плоскости падения, волна называется {\displaystyle p}-поляризованной. Если {\displaystyle {\vec {E}}} перпендикулярен плоскости падения, волна называется {\displaystyle s}-поляризованной (от нем. senkrecht = перпендикулярный). Согласно формулам Френеля, распределение интенсивности между отражённым и преломлённым лучами для {\displaystyle p}- и {\displaystyle s}- поляризаций различно.